# Distretto di Thawat Buri
Il distretto di Thawat Buri (in thailandese: ธวัชบุรี) è un distretto (amphoe) della Thailandia, situato nella provincia di Roi Et.